# Налоговые санкции
Налоговые санкции — меры ответственности, чаще всего денежные штрафы, направленные на предотвращение повторного совершения налогового правонарушения налогоплательщиком.

## Описание
В России за совершение налогового правонарушения предусмотрены штрафы. Об этом сказано в статье 114 Налогового кодекса РФ. Одни специалисты называют налоговые санкции частью налоговой меры, которая предполагает негативный результат нарушения или невыполнения налоговых обязательств. Другие отмечают, что налоговые санкции — одна из форм реакции государства на нарушение налогового законодательства.
Бывают правовосстановительные и карательные санкции. Правовостановительные санкции нужны для устранения ущерба, который был нанесен. Этот вид санкций необходим для того, чтобы были осуществлены налоговые обязательства. Карательные налоговые санкции направлены на то, чтобы предупредить правонарушение. В статьях 116—118 и 124—129 Налогового кодекса РФ перечислены санкции карательного характера. Остальные санкции направлены на то, чтобы возместить финансовые убытки государству.
Размеры штрафов отмечены в главах 16 и 18 Налогового кодекса. Размер штрафа установлен в виде твердой суммы либо в процентах, указан как нижний так и верхний предел процентов.
Попасть под налоговые санкции могут индивидуальные предприниматели, организации, налоговые агентства, физические лица и даже банки. Банковские учреждения, которые выступают в роли агентов для выполнения уплаты налогов, могут также получить штраф из-за нарушений.
Если правонарушитель не хочет добровольно платить штраф, тогда это делается в принудительном порядке. Взыскание штрафов с организаций или индивидуальных предпринимателей производится за счет денежных средств на счетах в банках или электронных денежных средств. Если деньги в достаточном количестве отсутствуют, тогда взыскание происходит за счет имущества налогоплательщика.
Налоговые санкции, которые применяются к некоторым компаниям, могут достигать миллионов и миллиардов. За первый квартал 2008 года сумма налоговых претензий к компаниям превысила 1,8 миллиарда.
Размер штрафа может быть уменьшен в два раза при наличии хотя бы одного смягчающего обстоятельства и увеличен на 100 % при наличии отягчающего обстоятельства. Если лицо совершает два и более налоговых правонарушения, то налоговые санкции в виде штрафа взимаются за каждое правонарушение в отдельности.